# Mark Emmert
Mark Allen Emmert (Fife, 1952. december 16. – ) a Washingtoni Egyetem egykori rektora, 2010 és 2023 között a National Collegiate Athletic Association igazgatója.

## Élete
Emmert 1952-ben született a Washington állambeli Fifében. Alapdiplomáját a Washingtoni Egyetemen, mesterdiplomáját és doktori fokozatát pedig a Syracuse-i Egyetemen szerezte.

## Pályafutása

### Montanai Állami Egyetem
Az 1990-es évek elején a Montanai Állami Egyetem kancellár- és rektorhelyettesi pozícióit töltötte be. Robert Swenson kutatási rektorhelyettessel elérték, hogy az intézmény a Nemzeti Tudományos Alapítványtól támogatáshoz jusson, valamint kongresszusi tagok támogatását is elnyerték a mezőgazdasági oktatási létesítmények és a távoktatás fejlesztéséhez. Az NCAA 1993-as nyilatkozata szerint az egyetemen hiányos a megfelelő irányítás. Ezek a problémák Emmert érkezése előtt merültek fel, és csak távozása után kezdték meg kivizsgálásukat.

### Connecticuti Egyetem
1995-től a Connecticuti Egyetem kancellárhelyettese, később pedig a tanulmányi ügyekért felelős vezető. Regnálása alatt indult el az egyetem első adománygyűjtése. Az egymilliárd dolláros UConn 2000 projekt keretében új oktatási létesítmények épültek volna. A gazdálkodási problémák, valamint a tűzbiztonsági előírások megsértése százmillió dolláros veszteséget okozott az intézménynek. Emmert 1998-ban beismerte, hogy ezek egy részével tisztában volt.

### Louisianai Állami Egyetem
1999-ben a Louisianai Állami Egyetem kancellárjának nevezték ki. Az általa vezetett „Flagship Agenda” programnak köszönhetően nőtt a hallgatói létszám és javult a fenntarthatóság. Új épületek nyíltak meg, más létesítmények pedig bővültek. Emmert regnálása alatt az állami támogatások mértéke történelmi szintre emelkedett.
Az amerikaifutball-csapat edzője 1999. november 30-ától Nick Saban. A 2001–02-es tanévben egy oktató csalással vádolta meg az amerikaifutball-csapatot; szerinte egyes játékosok hamisított iratokkal rendelkeznek, valamint az órákon helyettük hallgatói jogviszonnyal nem rendelkezők vesznek részt. Az NCAA vizsgálata mindössze apróbb szabálytalanságokat tárt fel, azonban két nő eljárást kezdeményezett, mivel a csalások feltárása miatt szűnt meg munkaviszonyuk. Az intézmény fejenként 110 ezer USD kártérítést fizetett. Emmert fizetésének egy részét alapítványi támogatásokból fedezték.

### Washingtoni Egyetem
2004 és 2010 között a Washingtoni Egyetem rektora volt. Regnálása alatt az állami finanszírozás mértéke és az intézmény elfogadottsága, valamint a diplomaszerzési arány is jelentősen megemelkedett. Részt vett a szegényebb hallgatók továbbtanulását segítő Husky Promise program létrehozásában, valamint pályafutása alatt bővültek az egyetem bothelli és tacomai kampuszai. A tanszékek új épületekkel bővültek és új kollégiumok nyíltak meg.
Emmert aktívan részt vett az őslakosok egészségügyi és oktatási problémáinak kezelésében, melynek részeként az egyetemen indián tudásközpont létesült. Az elsők között írta alá az Egyetemi és Főiskolai Rektorok Klímaegyezményét.
2006-ban létrejött a Közegészségügyi Tanszék, 2007-ben pedig az Egészségmérési és -értékelési Intézet. 2007 augusztusában, Csou Vencsong nagykövet látogatásakor Emmert bejelentette, hogy keleti jelenlétét erősítve az egyetem irodát nyit Pekingben.
Mivel a Campaign UW: Creating Futures kampány kétmilliárdos támogatása 17 hónappal a tervezett határidő előtt összegyűlt, az összeget 2007 januárjában 2,5 millió USD-re emelték. A 2008. június 30-ai lezáráskor több mint 2,6 millió dollárt gyűjtöttek.
A Vanderbilt Egyetem 2008 januárjában felajánlott rektori pozíciójának elfogadásával az ország legmagasabban fizetett egyetemi vezetője lett volna. A 2007–08-as tanévben 880 ezer dollár volt éves keresete, ezzel az USA második legtöbbet kereső rektora.

### National Collegiate Athletic Association
2010. november 1-jétől a National Collegiate Athletic Association (Nemzeti Felsőoktatási Atlétikai Szövetség) igazgatója.
Intézkedései részeként megemelte a sportolóknak nyújtható ösztöndíjak időtartamát, emellett lehetővé tette számukra, hogy részt vegyenek az igazgatótanács munkájában. Létrehozta az orvosvezetői tisztséget, melynek betöltésére Dr. Brian Hainline-t jelölte ki. 2014-ben az NCAA és a védelmi minisztérium közös programot hozott létre a fejsérülések vizsgálatára és a szexuális zaklatások visszaszorítására. Az NCAA elérte, hogy Észak-Karolinában visszavonják a jogszabályt, amely a transznemű személyeket a biológiai nemüknek megfelelő mosdók használatára kötelezte volna.
2014-ben az NCAA I-es divíziójának tagjai Emmert támogatásával elérték, hogy az atlétikai igazgatóknak, munkatársaknak és a sportolóknak is nagyobb beleszólásuk lehessen a szervezet ügyeibe. 2017-ben az Adidas vezetőinek letartóztatását követően a Condoleezza Rice által vezetett bizottság a kosárlabdával kapcsolatos átalakításokról döntött.
Egy 2018. januári újságcikk miatt többen tévesen úgy gondolták, hogy Emmert tisztában volt a Michigani Egyetemen 2010-ben folyó zaklatási ügyekkel.

#### Gyermekbántalmazás a Pennsylvaniai Állami Egyetemen
Jerry Sanduskyt, a Pennsylvaniai Állami Egyetem (PSU) egykori amerikaifutball-edzőjét gyermekek szexuális zaklatásával vádolták meg (a vádak később valósnak bizonyultak). Sandusky edzői pozícióját a gyerekek magához csalogatására használta. Az eset kezelésének módja miatt az egyetem igazgatótanácsa megszüntette a rektor, a rektorhelyettes, az atlétikai igazgató és a vezetőedző munkaviszonyát is. Többen úgy gondolták, hogy az NCAA az egyetem ügyeibe történő beavatkozásával túllépte hatáskörét.
2012 júliusában Louis Freeh korábbi FBI-igazgató az egyetem igazgatótanácsa részére átadott jelentésében az intézmény és az amerikaifutball-csapat vezetése által elkövetett szabálytalanságokat tárt fel. A nyilvánosságra került dokumentumok szerint Freeh és az NCAA összejátszottak a PSU ellen. A bűnügyi dokumentumok alapján az NCAA húsz rektorból és az I-es divízió vezetőiből álló bizottsága számos szankciót fogalmazott meg; a szövetség és az egyetem közötti beleegyező nyilatkozatot Emmert hitelesítette. Ed Ray, az Oregoni Állami Egyetem vezetője szerint az NCAA nem szankcionálhatta volna a Pennsylvaniai Állami Egyetemet; az atlétikai szövetség válaszában kitért arra, hogy a zaklatási ügy nem csak szabályaikkal, hanem értékeikkel is szembemegy.
A szankciókra a médiában „halálbüntetésként” utaltak. Az intézménynek hatvanmillió dollár értékben a gyermekek bántalmazása ellen küzdő szervezeteket kell támogatnia; csökkentették a játékosok ösztöndíjait, a csapat több szezonban sem juthatott tovább bajnokságokra, valamint több, Sandusky pályafutása alatt elért győzelmet érvénytelenítettek. Elfogadtak egy integritási nyilatkozatot, melynek betartását George J. Mitchell szenátor felügyelte. A Big Ten Conference további szankciókat rótt ki az intézményre, melyeket egyesek túlságosan gyengének, mások pedig túl szigorúnak tartottak. Graham Spanier rektor rágalmazás miatt eljárást kezdeményezett Freeh ellen. Spaniert és két más vezetőt is bűnösnek találtak. Többen kritizálták Emmertet és az NCAA-t, mivel szerintük az eljárás túlságosan hamar lefolyt.
Az integritási nyilatkozatban több személycserét írtak elő, amelyeket az egyetem nem hajtott végre az egyéb pozitív döntéseire hivatkozva; néhány esetben a szankciókat valóban mérsékelték. A később nyilvánosságra került e-mailek szerint az NCAA megvezette az egyetemet, hogy azok elfogadják a büntetéseket.
Jake Cormann szenátor pert indított a kártérítések kifizetésével kapcsolatban; végül annak elköltését Pennsylvaniára korlátozták, valamint több törölt győzelmet is visszaítéltek. Emmertet többen „felelőtlen, arrogáns, önző és alkalmatlan” vezetőként jellemezték, akinek „kínos a gondolkodásmódja”.

##### Az ügy lezárása
2016. május 5-én Gary Glazer bíró megtiltotta, hogy az intézmény a kártérítéseket biztosításból fedezze; ezt az Sanduskyval szembeni belső vizsgálat hiányosságaival indokolta, hozzátéve, hogy „a bántalmazások idején még mindig edző és oktató volt, és viselte a munkaviszonyával járó dicsőséget, főleg az egyszerűen lenyűgözhető gyerekekkel szemben. Azzal, hogy a bűncselekmények végrehajtását elősegítő pozícióba helyezték, az egyetem is felelős mind a campuson, mind az azon kívül történtekért”. A PSU eddigre a több mint harminc károsultnak 93 millió dollár kártérítést fizetett.
2016. október 27-én Mike McQueary, az egyik bántalmazást Joe Paterno atlétikai igazgatónak jelző edző 7,3 millió USD kártérítést kapott, amelyet november 20-án Thomas Gavin bíró további ötmillióval megnövelt; indoklása szerint McQuearyt csak az eset nyilvánosságra kerülését követően érték hátrányok (irodáját az egyetem munkatársainak jelenlétében kellett kipakolnia).
2017. június 2-án három egyetemi vezetőt (Spanier, Schultz és Curly) börtönbüntetésre ítéltek. John Boccabella bíró indoklása szerint „érthetetlen számomra, hogy Sandusky miért tarthatta meg munkaviszonyát. Mindhárom vezető elszalasztotta a bántalmazássorozat megakadályozására kínálkozó alkalmat”. Szerinte Joe Paterno egy telefonhívással elintézhette volna a neki jelentett esetet anélkül, hogy „saját kezeit bepiszkolta volna”.
2017. június 30-án a Paterno család visszavonta az Emmert és az NCAA elleni vádakat, amelyet a szövetség győzelemként élt meg. A pennsylvaniai egyetem 2017 januárjáig több mint 250 millió dollár kártérítést fizetett az áldozatoknak.

#### O’Bannon-per
Ed O’Bannon kosárlabdázó 2009-ben beperelte az NCAA-t a korábbi játékosok portréinak kereskedelmi célból történő felhasználása miatt. A Legfelsőbb Bíróság döntése alapján a szervezetnek több mint 42 millió USD kártérítést kellett fizetnie. Az ügyben tanúként Emmert is részt vett.

## Díjai és kitüntetései
Emmert a Külkapcsolati Tanács és a Nemzeti Közszolgálati Akadémia jelenlegi, valamint az Amerikai Oktatási Tanács korábbi tagja, továbbá a Weyerhaeuser és az Expeditors International igazgatótanácsainak jelenlegi elnöke.
2014-ben az ESPN vendége volt, ahol az #AskEmmert hashtaggel kérdéseket lehetett neki feltenni, azonban ezt sokan az NCAA kritizálására használták.

## Fordítás
- Ez a szócikk részben vagy egészben  a   Mark Emmert című angol Wikipédia-szócikk ezen változatának fordításán alapul.  Az eredeti cikk szerkesztőit annak laptörténete sorolja fel. Ez a jelzés csupán a megfogalmazás eredetét és a szerzői jogokat jelzi, nem szolgál a cikkben szereplő információk forrásmegjelöléseként.